# Hartford (Nueva York)
Hartford es un pueblo ubicado en el condado de Washington en el estado estadounidense de Nueva York. En el año 2000 tenía una población de 2,279 habitantes y una densidad poblacional de 20 personas por km².

## Geografía
Hartford se encuentra ubicado en las coordenadas 43°33′6″N 73°17′32″O / 43.55167, -73.29222.

## Demografía
Según la Oficina del Censo en 2000 los ingresos medios por hogar en la localidad eran de $43,684, y los ingresos medios por familia eran $46,600. Los hombres tenían unos ingresos medios de $30,734 frente a los $19,906 para las mujeres. La renta per cápita para la localidad era de $16,969. Alrededor del 4.4% de la población estaban por debajo del umbral de pobreza.